# بره‌ده
بره‌ده یکی از روستاهای استان آذربایجان شرقی است که در دهستان آلمالو بخش مرکزی شهرستان هشترود واقع شده‌است.